# Tateyama Midori
Tateyama Midori (館山緑 (Quán Sơn Lục) sinh ngày 14 tháng 2) là một nữ biên kịch gia trò chơi điện tử và tiểu thuyết gia người Nhật nguyên quán tại Aichi, Nhật Bản.

## Tác phẩm
- Bakumatsu Renka Shinsen Gumi
- Meine Liebe II
- Memories Off 2nd
- Nasare Hina no Asa

### Tiểu thuyết
- MOON.
- ONE ~Kagayaku Kisetsu e~
- Tsui no Sora